# Миртоцвіті
Миртоцвіті (Myrtales) — порядок рослин підкласу розидів, що складається з 9 родин, 380 родів і приблизно 13 000 видів, поширених в тропіках та інших теплих регіонах світу.

## Опис
До миртоподібних належать як деревні, так і трав'янисті рослини. Супротивні листки завжди прості і цілокраї; прилистки присутні рідко; якщо вони трапляються, то вони сильно вкорочені і рідко повністю сформовані. В основному двостатеві, радіально-симетричні квітки зазвичай чотирискладні.